# 4. september
4. september er dag 247 i året i den gregorianske kalender (dag 248 i skudår). Der er 118 dage tilbage af året.
Theodosias dag. Hun var 17 år, da hun i hjembyen Cæsarea hjalp og trøstede andre kristne, der skulle henrettes. Derfor blev hun selv martyrdræbt. Man skar hendes ene bryst af og druknede hende.

### Begivenheder
Født - Dødsfald
- 476 - Den vestromerske kejser Romulus Augustus abdicerer; det betyder enden på det Vestromerske rige.
- 1669 - Candida (nu Iraklion) på Kreta overgiver sig til tyrkerne efter 20 års belejring.
- 1807 - Englænderne genoptager bombardementet af København, og Vor Frue Kirke brænder helt ned, bortset fra muren. Fra kirken breder branden sig og fortærer gade efter gade. Bombardementet slutter først kl. 12.00 næste dag.
- 1870 - Kejser Napoleon 3. af Frankrig afsættes og Den tredje franske republik udråbes.
- 1886 - Apache-høvdingen Geronimo overgiver sig til general Nelson Miles i Arizona. Et løfte til apacherne om tilbagevenden til Arizona holdes ikke.
- 1888 - Kodak-navnet bliver registreret denne dag af George Eastman i staten New York i USA. Han fik samtidig patent på sit rulle-filmkamera.
- 1893 - Beatrix Potter introducerer de elskede figurer fra Peter Kanin i et illustreret eventyr til sin guvernantes 5 år gamle søn, Noel Moore.
- 1929 - Graf Zeppelin, det første styrbare luftskib, fuldfører en 20 dages jordomflyvning.
- 1934 - I Nürnberg deltager over 750.000 tilhængere i Nazi-partiets kongres.
- 1939 - Det britiske Royal Air Force gennemfører sit første luftangreb. Det går ud over Wilhelmshaven i Tyskland.
- 1939   - Den engelske liner Athenia sænkes af ubåd ud for Irland.
- 1940 - Slaget om  England begynder, efter at Hitler har truet med at udslette britiske byer efter engelske angreb på München. Det indledes med 57 dages luftbombardement.
- 1944 - De Allieredes styrker befrier de belgiske byer Antwerpen og Bruxelles
- 1944 - Finland og Sovjetunionen indgår under fortsættelseskrigen aftale om en våbenstilstand.
- 1948 - Dronning Wilhelmina af Nederland abdicerer til fordel for sin datter Juliana.
- 1949 - Den længste tenniskamp i historien bliver spillet mellem Pancho Gonzales og Ted Schroeder, som skal bruge 67 partier i fem sæt for at finde en vinder.
- 1957 - Ni sorte studenter forsøger uden held at komme ind på Central High School i Little Rock i Arkansas, som hidtil har været forbeholdt hvide elever. Guvernøren tilkalder nationalgarden. Til sidst må præsident Eisenhower sende tropper fra 101st Airborne Division.
- 1959 - Sangen Mack the Knife bliver bandlyst i radioen i New York. Årsagen er, at flere knivstikkerier blandt teenagere i byen foruroliger byens befolkning.
- 1966 - Tronfølgeren, Prinsesse Margrethe tager i silende regn imod Henri de Monpezat i Kastrup Lufthavn under stor pressebevågenhed. Senere på dagen bekræfter statsminister Jens Otto Krag efter et møde med Kong Frederik den 9., at “parret i nær fremtid vil forlove sig”.
- 1970 - Balletstjernen Natalia Makarova flygter til Vesten, mens hun er på turne med Kirov Balletten.
- 1970 - Salvador Allende vælges til Chiles præsident.
- 1972 - Svømmeren Mark Spitz bliver den første der vinder syv guldmedaljer ved et OL, da han vinder guld i 400 meter medley ved OL i München.
- 1974 - Århuslægen Jesper Tørring vinder guld i højdespring ved EM i atletik i Rom, Italien, da han springer over 2,25 meter.
- 1990 - Nord- og Sydkoreas premierministre mødes i Seoul til det første møde på topniveau. Mødets emne er mere åbenhed mellem de to stater.
- 1992 - For første gang i professionel boksnings historie bliver to brødre verdensmestre på samme aften, da Johnny og Jimmi Bredahl vinder WBO-titelkampen i henholdsvis juniorbantamvægt og juniorletvægt ved et stævne i Parken i København.
- 1995 - Peter Schmeichel kåres til Europas bedste målmand.
- 1997 - Havbiolog Peter Blanner fra Nordjyllands Amt erklærer Mariager Fjord for død. Der er ingen ilt i fjorden, økosystemet og fødekæden ødelagt. Det er første gang, en dansk fjord bukker helt under for iltsvind.
- 1998 - To studerende ved Stanford University, Larry Page og Sergey Brin grundlægger firmaet Google.
- 1999 - I Parken i København vinder det danske fodboldlandshold 2-1 over Schweiz i en EM-kvalifikationskamp. Målene scores af Allan Nielsen og Jon Dahl Tomasson.
- 2001 - Bo Hamburger frikendes for dopingmisbrug, men Danmarks Cykel Union opretholder hans karantæne.
- 2004 - Rekonstruktionen af verdens længste vikingeskibsfund, Skuldelev 2, bliver døbt Havhingsten fra Glendalough og søsat.
- 2014 - Odenses rave-inspirerede Karrusel Festival starter for første gang på Albanigade og i Eventyrhaven.

### Født
- 1557 - Sophie af Mecklenburg, dansk dronning til Frederik 2. (død 1631).
- 1729 - Juliane Marie af Braunschweig-Wolfenbüttel, dansk dronning til Frederik 5. (død 1796).
- 1756 - Christen Henriksen Pram, dansk/norsk digter, embedsmand og tidsskriftredaktør (død 1821).
- 1768 - François-René de Chateaubriand, fransk forfatter, politiker og diplomat (død 1848).
- 1801 - Alfred d'Orsay, fransk amatørkunstner og dandy (død 1852).
- 1824 - Anton Bruckner, østrigsk komponist og organist (død 1896).
- 1869 - Karl Seitz, østrigsk forbundspræsident (død 1950).
- 1896 - Antonin Artaud, fransk forfatter, skuespiller og instruktør (død 1948).
- 1908 - Richard Wright, amerikansk forfatter (død 1960).
- 1909 - Børge Müller, dansk revy- og manuskriptforfatter (død 1963).
- 1917 - Henry Ford II, amerikansk bilfabrikant (død 1987).
- 1921 - Ariel Ramírez, argentinsk komponist og pianist (død 2010).
- 1927 - John McCarthy, amerikansk datalog (død 2011).
- 1928 - Dick York, amerikansk skuespiller (død 1992).
- 1934 - Otto Brandenburg, dansk sanger og skuespiller (død 2007).
- 1937 - Dawn Fraser, australsk svømmer.
- 1944 - Anthony Atkinson, britisk økonomom (død 2017).
- 1945 - Dorte Barfod, dansk læge.
- 1947 - Anita Knakkergaard, dansk folketingsmedlem fra Dansk Folkeparti (død 2020).
- 1947   - Claus Hjort Frederiksen, dansk folketingsmedlem og minister fra Venstre.
- 1962 - Ulla Tørnæs, dansk folketingsmedlem og minister fra Venstre.
- 1978 - Michael V. Knudsen, dansk håndboldspiller.
- 1981 - Beyoncé Knowles, amerikansk sangerinde.

### Dødsfald
- 422 - Pave Bonifatius 1., 42. pave af den Katholisk kirke.
- 1907 - Edvard Grieg, norsk komponist (født 1843).
- 1916 - Otto Mønsted, dansk fabrikant og købmand (født 1838).
- 1947 - Charlotte Wiehe, dansk skuespiller, balletdanser og sanger (født 1865).
- 1963 - Robert Schuman, fransk premierminister(født 1886).
- 1965 - Albert Schweitzer, tysk læge, filosof, humanist og organist (født 1875).
- 1989 - Georges Simenon, fransk forfatter (Maigret) (født 1903).
- 1990 - Irene Dunne, amerikansk skuespillerinde (født 1898).
- 1997 - Lone Helmer, dansk skuespillerinde (født 1940).
- 2006 - Steve Irwin, australsk tv-vært og dyreforkæmper (født 1962).
- 2006   - Ingrid Bjoner, norsk operasangerinde (født 1927).
- 2011 - Hilde Heltberg, norsk sangerinde (født 1959).

|  | Denne datoartikel kan blive bedre, hvis der indsættes et (bedre) billede Du kan hjælpe ved at afsøge Wikimedia Commons for et passende billede eller uploade et godt billede til Wikimedia Commons iht. de tilladte licenser og indsætte det i artiklen. |